# Andrea Giani
Andrea Giani (Nápoles, Italia; 22 de abril de 1970) es un exjugador profesional y entrenador de voleibol italiano. Actualmente es el entrenador de la Selección de voleibol de Francia.

## Biografía

### Jugador
Giani crece en la cantera del Sabaudia Pallavolo y debuta en la Segunda División de Italia con 14 años en la temporada 1984-85. En 1985 ficha por el Pallavolo Parma y después de dos temporadas en las juveniles ascende al primer equipo donde consigue ganar 3 campeonatos, 3 copas de Italia, 3 Recopas de Europa/Copa Cev, 2 Challenge Cup, dos Supercopa de Europa y la primera edición de la historia del  Campeonato Mundial de Clubes de 1989.
En verano 1996 se marcha al Pallavolo Modena equipo donde cierra su larga carrera como jugador; con los canarini gana 2 campeonatos, 2 copas y 1 supercopa de Italia, 1 Challenge Cup y sobre todo las  Ligas de campeones de 1996-97 y 1997-98.
Es uno de los protagonistas de la época dorada de la  selección italiana de los noventa y de los primeros años del siglo XXI. Gana por tres veces en seguida el Mundial (en 1990, 1994 y 1998) y consigue tres medallas olímpicas en cinco participaciones entre 1988 y 2004, las de plata en las ediciones de Atlanta 1996 y de Atenas 2004 y el bronce en la de Sídney 2000. También se proclama por 4 veces campeón de Europa y gana por 7 veces la Liga Mundial de Voleibol.
En 2008 es introducido en la Volleyball Hall of Fame en la categoría jugador.

### Entrenador

#### Clubes
En la temporada 2007-08 empieza su carrera como entrenador en el mismo Pallavolo Modena y antes de ser despedido en diciembre de 2008, lleva el equipo al triunfo en la Challenge Cup 2007-08.  En la temporada 2009-10 entrena el M.Roma Volley en Segunda División y consigue el doblete campeonato y copa Italia de Serie A2 ascendiendo a la Serie A1; se queda en el equipo de la capital hasta la temporada 2011-12. En verano 2013 es nombrado entrenador del Blu Volley Verona y el 3 de abril de 2016 guía el club a su primer título absoluto, ganando la Challenge Cup 2015-16.

#### Selección
En 2015, con la selección de Eslovenia alcanzó el segundo puesto de la Liga Europea.
En 2017, fue elegido entrenador de Alemania, siendo subcampeón de la Liga de Europa.
En mayo de 2022, se convirtió en el seleccionador de Francia hasta la actualidad.

## Palmarés

### Jugador

#### Clubes
- Campeonato de Italia (5):  1989-90, 1991-92, 1992-93, 1996-97, 2000-01
- Copa de Italia (5): 1986-87, 1989-90, 1991-92, 1996-97, 1997-98
- Supercopa de Italia (1): 1997
- Champions League (2): 1996-97, 1997-98
- Supercopa de Europa (2): 1989, 1990
- Recopa de Europa/Copa CEV (3):  1987-88, 1988-89, 1989-90
- Challenge Cup (3): 1991-92, 1994-95, 2003-04
- Campeonato Mundial de Clubes (1) : 1989

### Entrenador

#### Clubes
- Challenge Cup (2): 2007-08, 2015-16
- Segunda División de Italia A2 (1) : 2009-10
- Copa Italia de Segunda División A2 (1) : 2009-10